# Rene Warnes
Pour les articles homonymes, voir Warnes (homonymie).
Rene Warnes, née le 19 janvier 1992 au Cap, est une nageuse sud-africaine.

## Carrière
Rene Warnes obtient aux Championnats d'Afrique de natation 2008 à Johannesbourg la médaille d'argent sur 50 mètres dos.
Elle est ensuite médaillée d'or sur 4 x 200 mètres nage libre et médaillée d'argent sur 200, 400 et 800 mètres nage libre aux Championnats d'Afrique de natation 2010 à Casablanca. 
Aux Jeux africains de 2011, elle est médaillée d'or sur 4 x 200 mètres nage libre, médaillée d'argent sur 800 mètres nage libre et médaillée de bronze sur 400 mètres mètres nage libre.
Aux Championnats d'Afrique de natation 2012 à Nairobi, elle remporte trois médailles d'or, sur 400 mètres quatre nages, sur 4 x 100 mètres nage libre et sur 4 x 200 mètres nage libre, ainsi que trois médailles d'argent, sur 200 mètres nage libre, 100 mètres papillon et 200 mètres quatre nages, et une médaille de bronze sur 400 mètres nage libre.
Aux Jeux africains de 2015, elle est médaillée d'or sur 200 mètres papillon et sur 4 x 200 mètres nage libre et médaillée de bronze sur 200 mètres quatre nages.